# Legacy of Kain: Soul Reaver
Vous lisez un « bon article » labellisé en 2023.
Legacy of Kain: Soul Reaver est un jeu vidéo d'action-aventure développé par Crystal Dynamics et édité par Eidos Interactive. Il est sorti sur PC et PlayStation en 1999 puis sur Dreamcast en 2000. En tant que deuxième jeu de la série Legacy of Kain, Soul Reaver est la suite de Blood Omen: Legacy of Kain. Il est lui-même suivi par Soul Reaver 2.
Se déroulant 1 500 ans après les événements de Blood Omen, Soul Reaver se déroule dans le monde de Nosgoth dévasté. L'histoire est centrée sur Raziel, ancien lieutenant du seigneur vampire Kain. Assassiné par son maître, Raziel est ressuscité par une divinité, se transforme en spectre et devient l’instrument de sa vengeance. Au cours de son périple, il s’empare de la Soul Reaver, la légendaire épée buveuse d’âmes de Kain.
Crystal Dynamics commence le développement du jeu en 1997, mais une relation détériorée avec Silicon Knights, qui a développé Blood Omen, créé des problèmes juridiques. Cela et d'autres retards forcent le studio de développement à enlever du contenu initialement prévu pour Soul Reaver et à le publier dans les jeux ultérieurs de la série. Soul Reaver est généralement bien accueilli par la critique et est loué pour son histoire gothique intrigante et ses graphismes de haute qualité. Cependant, la presse spécialisée déplore un gameplay simpliste et répétitif et un climax insatisfaisant. En 2001, le jeu s'est vendu à 1,5 million d'exemplaires dans le monde.

## Trame

### Univers et personnages
Soul Reaver se déroule dans le monde fictif de Nosgoth, où la santé du monde est liée aux neuf piliers de Nosgoth, chacun d'eux étant protégé par un gardien,. Avant les événements de Soul Reaver, les gardiens sont devenus corrompus et, après en avoir tué huit, Kain découvre qu'il est le dernier des neuf. Refusant de se sacrifier pour restaurer les piliers, il condamne alors Nosgoth à la décadence éternelle et entreprend de lever ses lieutenants vampires, dont Raziel, pour conquérir les royaumes humains de Nosgoth. Au moment de l'introduction de Soul Reaver, les vampires sont désormais l'espèce dominante et les prédateurs suprêmes du pays, les humains sont décimés et les clans de vampires ont chacun revendiqué une région de Nosgoth. Inconnu des vampires, sous Nosgoth, se cache l'Ancien, une entité ancienne et puissante. L'Ancien contrôle la Roue du Destin, un cycle de réincarnation des âmes qui font le tour de la Roue dans une boucle de prédestination. Cependant, parce que les vampires sont immortels, leurs âmes ne tournent pas avec la Roue, provoquant la décomposition du monde. Au moment où Raziel réapparaît en spectre, extirpé du Lac des Morts des siècles après la cinématique d'ouverture du jeu, l'Ancien lui ayant « épargné une totale dissolution », Nosgoth est au bord de l'effondrement, à peine plus qu'un terrain vague ravagé par des cataclysmes et des tremblements de terre,.
Dans Soul Reaver, le joueur contrôle Raziel, vampire déchu devenu créature spectrale après des siècles passés dans un tourbillon infernal, à la suite de son bannissement par Kain, son maître vampire et créateur. Bien que Kain soit le protagoniste de Blood Omen, il est le principal antagoniste et le boss final de Soul Reaver. L'Ancien qui a ressuscité Raziel, l'assiste dans la découverte de son environnement, sa nouvelle apparence et comment l'utiliser (équivalent des commandes de jeu pour le joueur). Il lui décrit aussi, à intervalles réguliers, les événements précédents de l'histoire. Ariel, qui a précédé Kain en tant que gardienne du Pilier de l'Équilibre, apparaît comme un esprit et offre parfois des conseils à Raziel. Au cours de sa quête, Raziel rencontre ses frères – Melchiah, Zephon, Rahab et Dumah – qui font office de boss et possèdent chacun un territoire propre. Chacun a développé des pouvoirs différents que Raziel acquiert en partie en les tuant et en dévorant leur âme. Un cinquième frère, Turel, devait être intégré à l'intrigue mais a été omis en raison de contraintes de temps de développement,.

### Résumé
Nosgoth est un royaume oublié où les vampires ont établi leur suprématie. Kain règne sur ce monde d'une poigne de fer avec ses fidèles lieutenants. Les vampires subissent des mutations physiques les rendant de moins en moins humains et de plus en plus « divins ». Mais un jour, Raziel, bras droit de Kain, transgresse l'ordre établi : une mutation intervient chez lui avant de se produire sur Kain, des ailes lui poussent. Honoré, Raziel s'approche du trône de Kain et déploie ses ailes nouvellement développées. Dans un acte d'apparente jalousie, ce dernier les lui arrache, ne lui laissant que des appendices brisés, et le fait jeter au fond du Lac des morts, un puissant maelstrom, le condamnant à une souffrance éternelle, l'eau ayant l'effet d'un acide sur les vampires. Au bout d’un millénaire, l'Ancien tire Raziel de son calvaire et le ressuscite sous forme de spectre. Il n'a plus que l'apparence d'un cadavre décharné forcé de se nourrir des âmes de ses victimes pour survivre. Son unique but maintenant est de se venger de Kain, dans un Nosgoth dont il ignore tous les chamboulements postérieurs à son « exécution ». Grâce aux conseils de l'Ancien, Raziel s'adapte à sa nouvelle forme et retourne à Nosgoth. Dans son exploration de Nosgoth, il découvre un monde laissé à l'abandon où les vampires ne sont plus que des charognards. Raziel se fraye un chemin vers ses anciennes terres où il voit que son clan a été dévasté puis rejoint une nécropole devenue le territoire de Melchiah, le plus jeune des lieutenants de Kain, qui a dégénéré en un monstre à la chair en putréfaction. Après avoir tué Melchiah, Raziel absorbe son âme et part se confronter à Kain, trônant toujours aux pieds des ruines des colonnes de Nosgoth. Kain, ne semblant pas surpris de voir Raziel, assume tous ses choix et le défie en dégainant la Soul Reaver, son épée mystique capable de dévorer les âmes. Kain prend le dessus mais au moment du coup fatal, l'épée explose. Kain fuit alors que Raziel retourne à sa forme d'esprit et voit la Soul Reaver sous forme spectrale. Il s'en empare alors et fusionne avec elle. À ce moment, l'esprit d'Ariel apparaît et accepte de venir en aide à Raziel,,.
Il repart donc vers d'autres terres et retrouve Zephon dans l'ancienne cathédrale d'Avernus où lui et son clan sont devenus des créatures arachnéenes. Après être monté dans les flèches de la cathédrale, il découvre que Zephon est maintenant une immense créature insectoïde dont le corps a fusionné dans la flèche de la cathédrale dans laquelle il se terre. Raziel tue Zephon et absorbe son pouvoir. Avec son pouvoir, Raziel parvient à trouver le chemin d'une ancienne crypte où il trouve les tombes de sept guerriers Séraphéens, un culte de tueurs de vampires fanatiques, mais celles-ci portent son nom et celui de ses frères vampires. Raziel comprend que Kain a, jadis, pillé les tombes de ses anciens ennemis pour en faire ses propres alliés. Furieux, Raziel continue sa route vers une abbaye engloutie sous les eaux et habitée par le clan de Rahab qui a évolué pour devenir amphibie. Quand Raziel se confronte à Rahab, devenu un triton géant, et lui apprend la vérité sur leur passé, Rahab reste impassible, affirmant que Kain les a « sauvés » et attaque. Raziel tue alors Rahab et s'empare de son pouvoir qui lui permet de rejoindre la forteresse en désuétude de son frère Dumah dont l'arrogance a précipité la chute à la suite des assauts des guerriers humains. Il retrouve Dumah enchaîné à son trône, le cœur transpercé, et le libère de son sort pour le tuer définitivement,,.
Raziel découvre enfin la voie vers le dernier refuge de Kain : les Couloirs du Temps, où Moebius, le Gardien du Temps, a construit le Chronoplast, une machine temporelle magique. Raziel traverse les grottes et trouve Kain dans la salle de contrôle du Chronoplast. Quand Raziel demande des explications, Kain se dit soumis à la destinée et indique que les Séraphéens étaient loin d'être les saints que la légende raconte. Raziel attaque Kain tandis que ce dernier continue d'ajuster les commandes du Chronoplast. Bien que Raziel finisse par prendre l'avantage, le Chronoplast s'active et Kain s'échappe par un portail temporel, expliquant que la fin de leur duel n'aura pas lieu en ce temps ni en ce lieu. Kain défie Raziel de le suivre, ce qu'il fait, malgré les avertissements de l'Ancien et se retrouve dans une salle où il est accueilli par Moebius. Soul Reaver se termine sur un cliffhanger, dans lequel Moebius commente la nature du temps et sa capacité à « plonger le destin des planètes dans le chaos », menant directement aux événements de Soul Reaver 2,,.

## Système de jeu
Soul Reaver est un jeu d'action-aventure à la troisième personne, où l'on voit par défaut Raziel de dos, mais il est possible de faire pivoter la caméra autour de lui. Le gameplay se différencie assez radicalement de son prédécesseur Blood Omen. D'une vue isométrique rappelant les Diablo-like, Soul Reaver propose un passage à la 3D temps-réel. Dans Blood Omen, le joueur contrôlait Kain, un chevalier déchu en quête de réponses. Ici, le joueur prend le contrôle de Raziel, humain séraphéen devenu vampire, sacrifié et devenu un esprit dévoreur d'âmes. Ce choix narratif justifie un système de jeu reposant en grande partie sur la séparation et le déplacement entre deux plans d'existence : le plan matériel, où vivent les vivants et les vampires, et le plan spectral, où évoluent les esprits, pour progresser dans les zones. Le joueur doit parcourir les ruines du monde de Nosgoth à la façon d'un Metroidvania : il doit progresser d'une région à l'autre en trouvant le passage entre les deux grâce aux pouvoirs qu'il acquiert au cours de la partie et chaque zone contient un portail à activer, lui permettant de rejoindre instantanément une zone visitée auparavant,,.
Le principal pouvoir de Raziel au début du jeu est de pouvoir voyager entre les deux sphères. Dans le monde spectral où les couleurs froides dominent, le monde physique apparaît déformé et figé mais pas moins dangereux car d'autres créatures y vivent. Bien que l'interaction avec les objets soit limitée dans le domaine spectral, Raziel peut y passer des portes autrement infranchissables, et l'eau est insubstantielle, ce qui lui permet de marcher au fond des étendues d'eau. Cependant, les blocs, les portes et les interrupteurs ne peuvent être manipulés que dans le domaine physique. De nombreuses énigmes sont fondées sur les différences entre les deux plans, les plates-formes et les fonctionnalités de l'environnement dans un plan pouvant, par exemple, changer de forme pour ouvrir de nouvelles voies dans l'autre. Les puzzles sont également courants et nécessitent la rotation, le retournement et le déplacement de gros blocs pour progresser, souvent avec une limite de temps et en évitant des ennemis. Dans sa quête de vengeance, Raziel doit affronter ses anciens frères vampires et dévorer leurs âmes afin d'obtenir de nouvelles habilités comme la possibilité d'escalader des parois friables ou de nager dans l'eau dans le plan matériel, tout cela dans le but de rejoindre Kain. Le joueur peut également découvrir des lieux qui cachent des runes magiques offrant le contrôle des éléments force, terre, son, eau, feu ou lumière. Enfin, Raziel obtient après son premier combat contre Kain une Soul Reaver spectrale,.
Le système de combat dans Soul Reaver est similaire à un hack and slash, impliquant l'utilisation de combinaisons de différentes attaques avant un coup final. Les ennemis de Raziel peuvent être regroupés en trois catégories : les humains, les créatures spectrales et, le plus souvent, les vampires. Les ennemis humains comprennent les paysans, les chasseurs de vampires et les adorateurs de vampires. Dans le royaume spectral, le joueur combat des ennemis mineurs appelés Sluagh et les âmes de vampires morts devenus des spectres. Chaque groupe de vampires ennemis possède des pouvoirs uniques qui rappellent ceux de leur chef de clan. Les ennemis humains et spectraux peuvent être tués avec les griffes de Raziel ou n'importe quelle autre arme, mais les vampires, quant à eux, doivent être mis en état d'étourdissement avant de pouvoir les tuer en les empalant, en les incendiant ou en les projetant dans la lumière du soleil ou dans l'eau. Lorsqu'ils sont tués, les ennemis laissent derrière eux des âmes qui reconstituent la santé de Raziel, qui diminue automatiquement dans le plan matériel et augmente dans le plan spectral. La possession de l'épée Soul Reaver arrête la dégénérescence automatique de la santé dans le plan matériel, mais Raziel perd l'épée instantanément s'il subit des dégâts et ne peut la récupérer qu'en rétablissant sa santé au maximum,.
Au début, Raziel peut sauter, planer à l'aide de ses ailes déchirées, déplacer des blocs et ramasser et lancer des objets et des ennemis. Initialement non armé, il se bat en utilisant ses griffes, mais peut également utiliser des armes telles que des pierres, des torches, des lances et des bâtons, ainsi que la Soul Reaver,. Raziel peut librement passer au plan spectral, mais ne peut revenir au plan matériel que via des portails spéciaux lorsqu'il est en pleine santé. Raziel passe automatiquement au plan spectral s'il manque de santé. Au fur et à mesure que le jeu progresse, Raziel acquiert les pouvoirs de ses frères de clan après les avoir vaincus et devient capable de franchir les portes grillagées du plan spectral et d'escalader certains murs du plan matériel. Initialement vulnérable à l'eau, il surmonte cette faiblesse et apprend à nager, lorsqu'il vainc Rahab. Il acquiert également la capacité de comprimer les objets et les ennemis avec un ruban d'énergie spectrale, bien que cette fonctionnalité soit l'une des rares capacités à ne pas figurer dans les jeux suivants,.
Le joueur peut trouver une ancienne relique qui donne à Raziel le pouvoir de tirer des projectiles d'énergie télékinésique, qui causent peu de dégâts par eux-mêmes mais peuvent projeter les ennemis et pousser des objets à longue distance. Le baptême dans la flamme sacrée peut transformer la Soul Reaver en Fire Reaver, qui peut enflammer les ennemis et ajouter du feu aux projectiles télékinésiques de Raziel. Raziel peut également trouver des glyphes magiques qui lui permettent de dépenser de l'énergie magique pour attaquer simultanément des groupes d'ennemis. Ces glyphes impliquent généralement des faiblesses chez les vampires, tels que la lumière du soleil, le feu, l'eau ou le son, ainsi que des ajouts tels que la force télékinésique — disponible bien avant que la télékinésie normale ne devienne disponible — et le déclenchement de tremblements de terre pour étourdir temporairement les ennemis. Ces glyphes sont acquis en trouvant des autels de glyphes, des endroits spécifiques dans Nosgoth où les compétences peuvent être apprises en résolvant des énigmes. Cependant, Raziel commence le jeu avec l'accès au glyphe de trans-sphères, offrant la possibilité de passer du plan matériel au plan spectral, sans qu'aucun autel de glyphe ne soit nécessaire,,.

## Développement

### Conception
Le développement de Soul Reaver commence en même temps que celui de Blood Omen 2 en 1997, le premier s'orientant vers la résolution d'énigmes alors que le second est un jeu d'action. Pendant la conception, l'équipe de développement crée de vastes zones qui peuvent être explorées au fur et à mesure que Raziel obtient ses pouvoirs, évitant ainsi le « manque de profondeur du monde de Blood Omen. » Crystal Dynamics fonde Soul Reaver sur les recherches de Silicon Knights sur la mythologie des vampires réalisées pour le développement de Blood Omen. D'autres aspects du jeu, comme l'idée d'un vampire déchu dévoreur d'âmes, sont inspirées du poème épique Le Paradis perdu de John Milton,. Selon Richard Lermarchand, concepteur principal du jeu, l'atmosphère et le design du jeu sont inspirés par « des films de vampires élégants… comme Blade, Entretien avec un vampire et Dracula », ainsi que « les rendus plus artistiques du vieux film en noir et blanc Nosferatu le vampire et un super film des années 80 intitulé Aux frontières de l'aube. » La conception des personnages et des niveaux est influencée par certains anime et mangas, notamment Vampire Hunter D et les films de Hayao Miyazaki.
L'équipe veut développer un gameplay similaire à celui de Tomb Raider et utilise donc une version améliorée du moteur de jeu de Gex contre Dr. Rez, le Gex Engine, pour générer un monde en 3D,,. Selon Lemarchand, l'objectif de l'équipe est également de combiner gameplay et narration d'une manière similaire à The Legend of Zelda: A Link to the Past. Amy Hennig, la directrice du jeu, compare l'avancée technologique pour passer de Blood Omen à Soul Reaver à l'évolution de la série The Legend of Zelda en passant de la Super Nintendo à la Nintendo 64, amenant la franchise à la trois dimensions tout en conservant un style similaire,.
Avant la sortie de Soul Reaver, les relations entre Silicon Knights et Crystal Dynamics sont rompues. En raison de l'utilisation de ses recherches, Silicon Knights demande une injonction pour interrompre toute la promotion du jeu. D'autres retards repoussent la date de sortie d'octobre 1998 à août 1999,. Ces retards forcent Crystal Dynamics à supprimer de grands morceaux du jeu, dont des pouvoirs supplémentaires pour Raziel, un troisième combat contre Kain et un système de glyphes augmenté qui aurait permis de donner des pouvoirs élémentaires à la Soul Reaver. Finalement, l'équipe de développement sépare les plans initiaux en deux après avoir réalisé qu'elle avait surdimensionné le jeu, en raison des contraintes de temps et de budget,. Cela explique le cliffhanger final de Soul Reaver et la réutilisation des idées originales dans les titres suivants. Malgré les coupes, Hennig précise que l'équipe a laissé du contenu inutilisé dans le code du jeu, tel que des améliorations et des ennemis, afin d'éviter des glitches qui auraient pu faire buguer le jeu par sa suppression,.

### Éléments du jeu retirés
Le jeu connaît de nombreuses réductions de contenu au cours de la seconde moitié de son développement. Les créatures, les mécaniques de jeu, les pouvoirs, les boss, la fin du jeu et les lieux essentiels à l'intrigue sont alors gravement affectés, car bon nombre de ces éléments sont substantiellement interconnectés tout au long du jeu,. De novembre 2019 à mars 2022, une succession de vidéos YouTube, publiées par un groupe de fans inconditionnels de Legacy of Kain, permettent de vérifier qu'une grande quantité de contenus est inutilisé,. D'après Amy Hennig, le contenu supprimé serait « l'équivalent du niveau de la Cathédrale Silencieuse » en termes de taille, prenant environ quatre à cinq heures à finir. Une grande partie du contenu retiré de Soul Reaver réapparaît dans Legacy of Kain: Defiance,.
La zone « Undercity » était conçue comme un long réseau de tunnels, d’égouts et de canalisations sous la Citadelle des Humains. Une fois à l'intérieur de la zone, le joueur aurait rencontré des énigmes fondées sur l'augmentation et la diminution des niveaux d'eau. Ce dédale aurait mené vers le Temple pour affronter un nouveau boss, la Prêtresse (The Priestess, en anglais),. En dévorant son âme, Raziel aurait obtenu le pouvoir de contrôler le corps de ses ennemis. Le territoire du Clan de Turel devait être une des plus grandes zones du jeu et se situer près de celle de Dumah, dans un environnement présentant notamment de la lave qui aurait alors constitué un nouveau danger pour Raziel après être devenu insensible à l'eau . Au cours de son exploration, Raziel aurait rencontré Turel, devenu le nouveau bras droit de Kain. Après avoir dévoré son âme, Raziel aurait vu son pouvoir de télékinésie amélioré. Enfin, Raziel serait ensuite parti vers la Retraite Montagneuse de Kain, au-delà du territoire de Turel, là où se serait réfugié son ancien maître après leur confrontation au Chronoplaste. Raziel aurait dû aspirer l'âme d'Ariel pour que la Soul Reaver soit plus puissante avant d'aller retrouver Kain pour un ultime affrontement se soldant par la mort du monarque et l'absorption de son âme par la Soul Reaver. Kain mort, l'Ancien aurait alors envoyé Raziel au sommet de la Cathédrale Silencieuse pour qu'il y actionne un mécanisme lié aux orgues et entraînant l'extinction de la race des vampires tout entière. L'Ancien aurait alors remercié Raziel de ses bons et loyaux services.
Finalement, Amy Hennig révèle en 2012 que la mort des vampires aurait entraîné de terribles conséquences et que Raziel aurait alors réalisé avoir été manipulé par l'Ancien. C'est alors qu'il aurait eu l'idée d'utiliser un engin temporel de Moebius pour revenir dans le passé de Nosgoth.

### Distribution des rôles
Soul Reaver offre à ses personnages des interprétations bien conçues, transmettant de manière convaincante leurs personnalités et leurs émotions à travers des dialogues élaborés. Pour les voix originales, Raziel est joué par Michael Bell, tandis que Tony Jay, qui faisait la voix de Mortanius dans Blood Omen, donne sa voix à l'Ancien. Anna Gunn, Simon Templeman et Richard Doyle reprennent leurs rôles respectifs de Blood Omen, à savoir Ariel, Kain et Moebius. Bell, Templeman et Jay font également respectivement les voix de Melchiah, Dumah et Zephon. Neil Ross, qui interpête Malek le Paladin et le roi Ottmar dans Blood Omen, incarne Rahab. La version française est notamment portée par Bernard Lanneau qui prête sa voix à Raziel, et Benoît Allemane qui incarne Kain et l'Ancien.

Portraits d'une partie des acteurs principaux
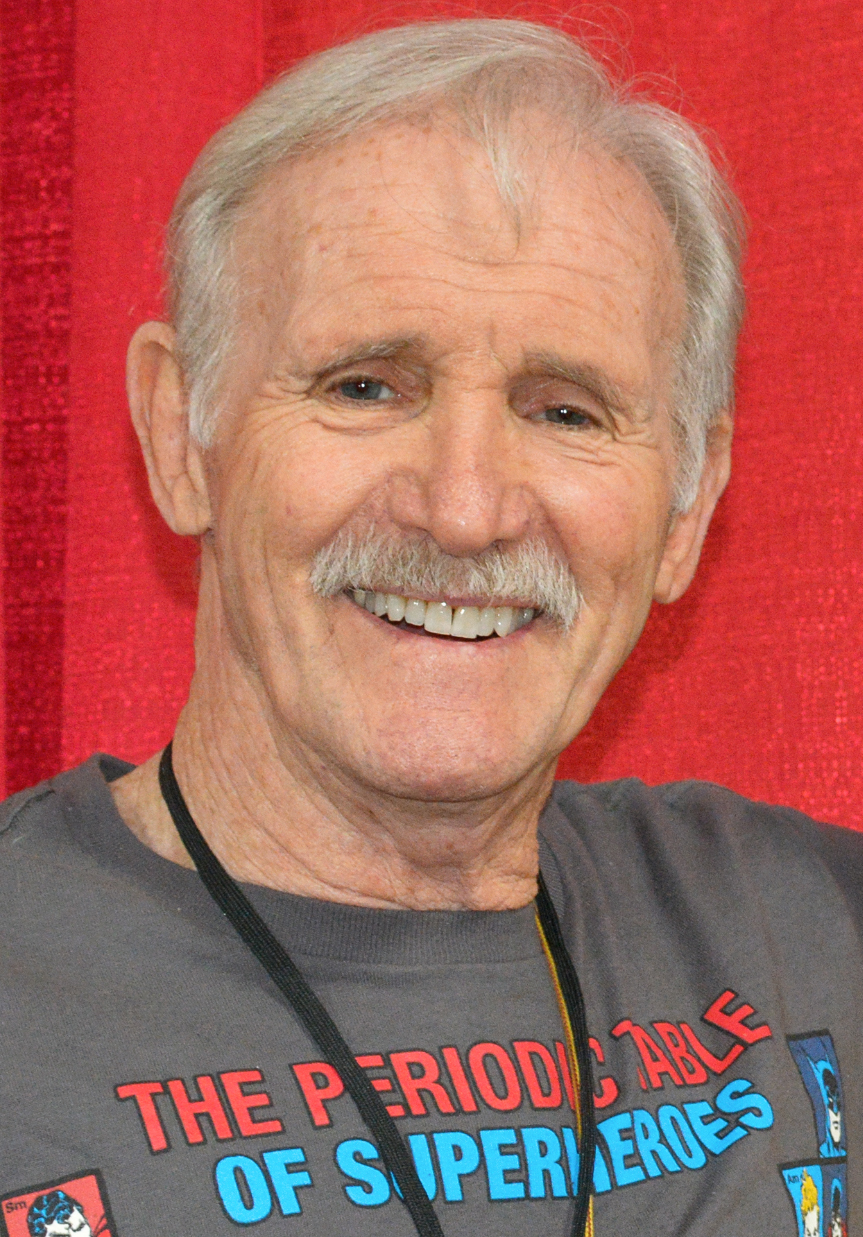
Michael Bell en 2015.
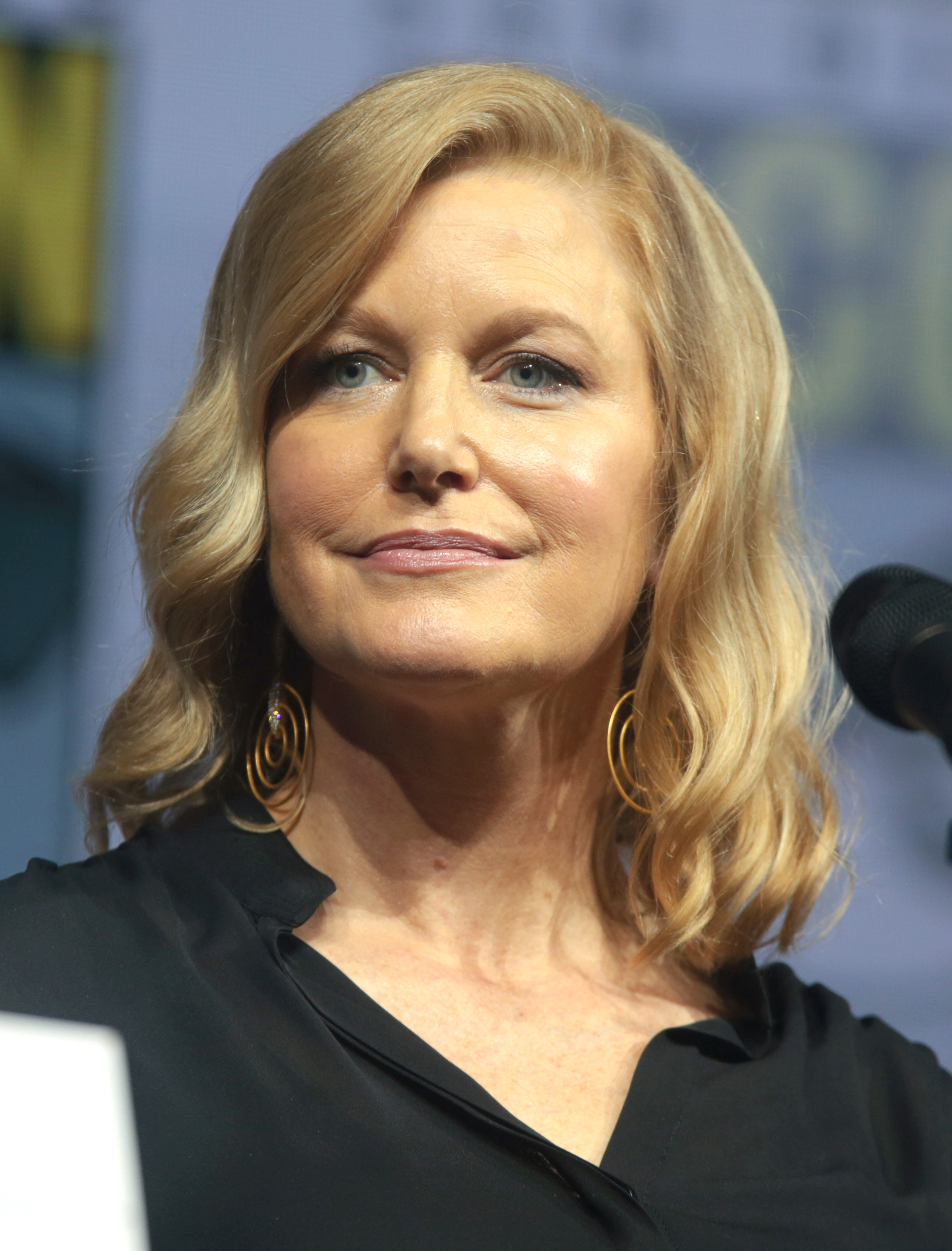
Anna Gunn en 2018.
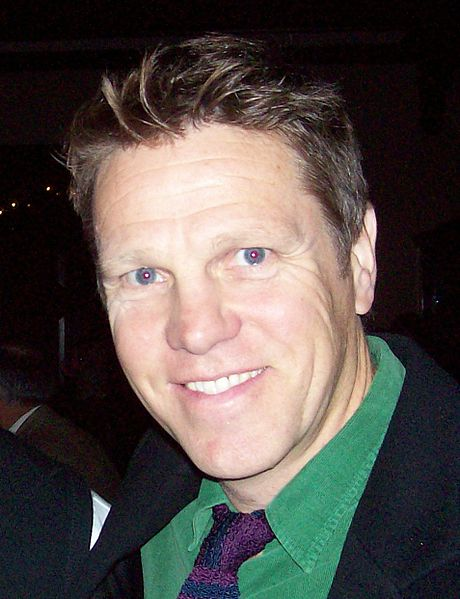
Simon Templeman en 2008.
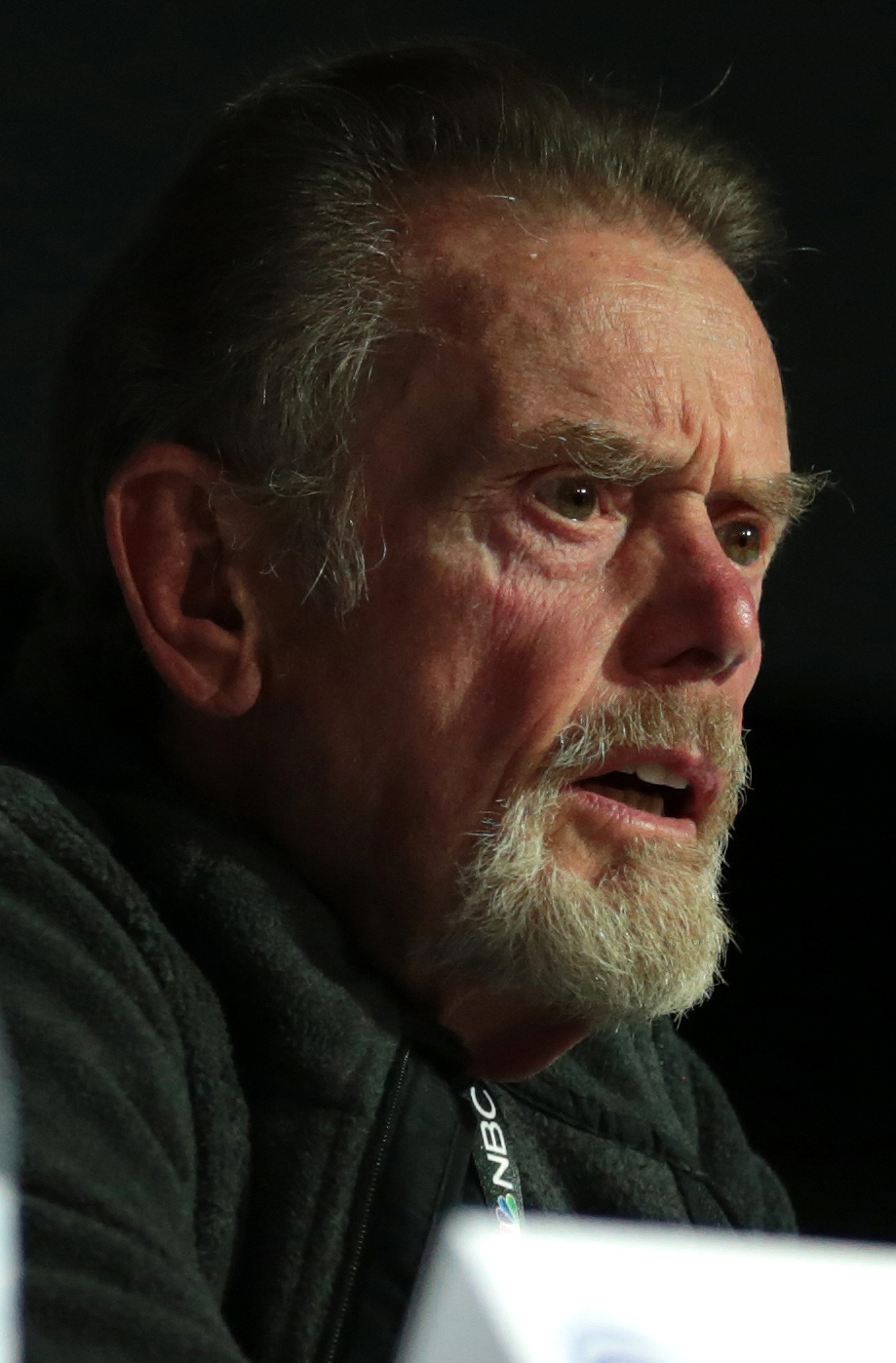
Neil Ross en 2018.

### Musique
Kurt Harland, du groupe Information Society, compose la majorité des musiques de Soul Reaver, Jim Hedges s'occupe, quant à lui, du reste de la bande-son. Le titre Ozar Midrashim de l'album Don't Be Afraid du groupe Information Society est utilisé comme fond sonore pour la cinématique d'introduction. Harland explique que, sous la direction d'Amy Hennig, il a créé une musique qui évolue (en) selon la situation du joueur, comme par exemple s'il combat ou nage. Ces variations sont réalisées via un driver Musical Instrument Digital Interface (MIDI) personnalisé, qui change la piste selon les signaux envoyés par le moteur de jeu.
Chaque tribu vampire a son propre thème musical, l'un d'entre eux étant, par exemple, associée à une musique lancinante pour représenter une machine en marche. Pour mieux adapter la musique à l'environnement, l'équipe son se réfère aux concepteurs de niveaux concernant les couleurs et l'apparence des différents lieux. Les musiques de Soul Reaver et Soul Reaver 2 sont sorties en disques promotionnels en 2001.

## Commercialisation
Soul Reaver est présenté à l'E3 1998, lors duquel les participants reçoivent des disques de démonstration gratuits. Au fil du temps, d'autres disques de démonstration sont sortis, dont un fourni avec le magazine officiel PlayStation. Soul Reaver est sorti sur Microsoft Windows et PlayStation en 1999 et la version Dreamcast en 2000. En plus d'utiliser une fréquence d'images beaucoup plus élevée que les versions PlayStation et PC, la version Dreamcast présente d'autres améliorations graphiques. Une sortie japonaise du jeu est prévue, mais finalement annulée. Sony republie ensuite le jeu en téléchargement numérique sur le PlayStation Network en 2009.
En 1999, Eidos Interactive dépense 4 000 000 dollars pour une campagne publicitaire préliminaire, qui comprend des articles de presse, des publicités télévisées et une bande dessinée publiée par Top Cow Productions. Sachant que des films comme Hypnose, Sixième Sens, Le Projet Blair Witch ou La Momie sont sortis plus tôt en 1999, la sortie de Soul Reaver est considérée comme idéalement synchronisée pour un jeu orienté horreur. L'absence de temps de chargement est un argument marketing clé salué par plusieurs critiques,. Après la sortie, Eidos et BBI s'associent pour sortir des figurines de Raziel et Kain.

## Analyse
Soul Reaver est un jeu vidéo qui explore divers thèmes sombres et complexes, contribuant à créer une atmosphère et une « intrigue captivante, mystérieuse et avec de la profondeur ». Le jeu traite du thème de la vengeance de manière centrale tout au long de son histoire en mettant en scène le personnage principal, Raziel, qui est animé par un puissant désir de vengeance contre son ancien seigneur, Kain. L'intrigue commence par la trahison de Kain envers Raziel, qui devient alors un catalyseur de la quête de vengeance de Raziel. Au cours du jeu, les deux protagonistes se rencontrent à plusieurs reprises. Ces confrontations sont chargées d'émotion et d'hostilité, et elles renforcent la détermination de Raziel. Au fur et à mesure que l'histoire progresse, Raziel commence à remettre en question sa quête de vengeance. Il découvre des éléments du passé et du présent qui l'amènent à réfléchir sur la nature de sa quête et sur la possibilité de trouver d'autres réponses que la simple vengeance. Le jeu explore la complexité morale de la vengeance et encourage les joueurs à réfléchir sur les motivations des personnages et sur les conséquences de leurs actes. En fin de compte, Soul Reaver permet aux joueurs d'explorer les nuances morales des personnages et la possibilité de rédemption et de compréhension au-delà de la soif de revanche. 
De la même manière, Soul Reaver aborde le thème du destin et de la causalité en utilisant des éléments de voyage dans le temps pour montrer comment les actions du passé influencent le présent et le futur, tout en encourageant la réflexion sur le rôle du libre arbitre et la possibilité de changer le cours du destin. En effet, le jeu introduit l'idée de voyages temporels grâce à des portails qui permettent à Raziel de se déplacer entre différentes époques. Cela lui permet de découvrir comment les actions passées ont façonné le présent et d'interagir avec des versions antérieures de lui-même. Au fur et à mesure qu'il explore le monde de Nosgoth, il découvre des indices et des éléments du passé qui l'aident à comprendre que son destin et celui de Kain sont intimement liés. De fait, le jeu présente une boucle temporelle complexe dans laquelle les actions de Raziel et de Kain sont interdépendantes et contribuent à créer un cycle sans fin de vengeance et de châtiments. Raziel finit par prendre conscience de la nature cyclique de la vengeance et de la causalité qui lie son destin à celui de Kain. Cette prise de conscience l'amène à réfléchir sur la possibilité de briser le cycle et de changer le cours des événements. Le jeu amène alors le joueur à se questionner sur la question du libre arbitre et des choix des personnages. Les joueurs sont confrontés à des décisions cruciales qui influencent l'issue de l'histoire, suggérant ainsi que même dans un monde régi par le destin et la causalité, les individus ont le pouvoir de faire des choix significatifs.

## Accueil

### Accueil critique
Soul Reaver est très bien accueilli par la critique lors de sa sortie. Selon l'agrégateur de notes Metacritic, la version PlayStation obtient une note moyenne de 91/100 basée sur 17 avis critiques collectés. Également, selon GameRankings, la version Microsoft Windows obtient un score moyen de 78 % basé sur 23 avis critiques collectés, la version PlayStation un score moyen de 88 % sur 29 avis, et la version Dreamcast un score moyen de 88 % sur 26 avis.
L'atmosphère sombre et gothique de Soul Reaver est généralement bien accueillie par la critique et plusieurs publications font l'éloge des scènes cinématiques du jeu,,. IGN qualifie Soul Reaver de « jeu si ambitieux — et qui réalise presque tout ce qu'il entreprend — que peu de jeux s'en rapprochent », et loue la bande originale qui se fond discrètement dans l'atmosphère. Le portage Dreamcast est cité comme « peut-être l'un des jeux de console les plus beaux jamais créés »,. Next Generation fait écho à ces propos, déclarant que « même si vous possédez la version PlayStation, vous voudrez peut-être la louer également », mais exprime sa déception qu'aucune nouvelle fonctionnalité ne soit ajoutée au portage Dreamcast. AllGame qualifie les cinématiques de « fluides » et leur fréquence ni trop élevée ni trop basse. Le scénario du jeu est salué par Game Informer car il est « sombre et intéressant »,. La distribution vocale de Soul Reaver est également très appréciée, GameSpot la classant dans sa liste des dix meilleures du jeu vidéo. GameSpot considère que l'atmosphère est aussi riche que celle de Blood Omen et que les graphismes sont « parmi les meilleurs jamais vus sur PlayStation »,. De son côté, Marcus retient surtout la beauté des décors et le character design du héros qu'il trouve très réussi. Consoles + estime que le jeu est globalement de grande qualité et salue notamment le doublage français parfait, les animations souples et rapides, la bande originale et les bruitages très réussis.
GamePro apprécie particulièrement le système de déplacement entre les deux plans, en particulier les effets visuels associés. De même, Edge décrit la transition entre les plans comme un « élément de conception complexe et inspiré », notant qu'il incite les joueurs à réfléchir différemment et à considérer « chaque pièce comme deux pièces, la réponse à un puzzle pouvant exister dans l'une ou l'autre »,. Cependant, le magazine critique le système de sauvegarde qui force occasionnellement les joueurs à rejouer de grandes sections du jeu pour accéder à de nouvelles zones. IGN déclare que l'acquisition et l'apprentissage des pouvoirs des frères de Raziel font partie du plaisir de jeu et que les mouvements de Raziel sont bien animés et articulés. Trouvant peu de difficultés à utiliser les commandes de la caméra, GameSpot les compare à celles de Banjo-Kazooie et juge que c'est très appréciable de pouvoir ajuster délibérément la caméra pour observer les mouvements de Raziel. Présentant les différences entre Soul Reaver et la série Tomb Raider, AllGame estime que les énigmes du jeu mettent au défi « tous les joueurs sauf les plus expérimentés »,, tandis que Game Informer juge les énigmes très difficiles. Le magazine Joystick complimente le jeu sur son scénario très réussi, sa belle esthétique et sa fluidité. Le magazine note cependant, parmi les points négatifs, le système de sauvegarde, l’absence de carte, et le gameplay un peu trop axé « plate-forme ».
Le gameplay de Soul Reaver est néanmoins critiqué pour son aspect trop peu linéaire et ses objectifs trop flous,,. GameSpot critique le système de distorsion mais explique qu'il a pris plaisir à empaler des vampires avec la Soul Reaver, car les boss et la plupart des autres ennemis présentent peu de défi. Next Generation considère le jeu comme compliqué en raison « des énigmes difficiles et de l'absence de carte », obligeant le joueur à revenir en arrière. PC Zone critique le portage PC du jeu pour ses graphismes volumineux et ses mauvais contrôles de caméra, déclarant que « cela ressemble trop à une version PlayStation portée à la hâte sur le PC »,. Computer Gaming World estime aussi que les limitations de la PlayStation se répercutent sur le portage PC, rendant les visuels de ce dernier « incroyablement ennuyeux »,. Néanmoins, la publication fait l'éloge de l'histoire, mais est déçue car finalement « elle s'essouffle sur un point culminant insatisfaisant »,. Game Informer déclare quant à lui : « Même après des années de développement, Soul Reaver ne semble pas terminé. Il semble précipité,. » Consoles + et Joypad retrouvent ces mêmes défauts dans Soul Reaver, que ce soit les ralentissements d’affichage, la caméra parfois capricieuse, les énigmes trop répétitives ou le manque de variété dans les décors,. Le magazine note malgré cela beaucoup de qualités sur le portage Dreamcast, comme des couleurs très profondes, des modèles 3D révisés à la hausse, un jeu « techniquement parfait », et une adaptation bien plus belle que sa version sur PC.

### Ventes et distinctions
En 2000, Soul Reaver est ajouté aux gammes Greatest Hits et Platinum de la PlayStation, et les ventes mondiales combinées des versions PlayStation, Dreamcast et PC dépassent 1,4 million d'unités fin 2001. En mai 2006, le jeu atteint les 1,5 million d'unités vendues.
Lors de son année de sortie, Soul Reaver est nommé et reçoit plusieurs prix de la part de l'industrie du jeu vidéo, témoignant de la qualité de sa narration, de sa conception du jeu et de son impact durable dans le monde du jeu vidéo. En 2000, le jeu est notamment nommé dans la catégorie jeu d'aventure de l'année par l'Academy of Interactive Arts and Sciences.
En 2018, la rédaction du site Den of Geek mentionne le jeu en 3e position d'un top 60 des jeux PlayStation sous-estimés : « [Soul Reaver] est considéré par beaucoup de fans comme le meilleur de la série. […] Contrairement aux jeux Tomb Raider de l'époque, Soul Reaver propose un imposant monde ouvert sans temps de chargement, une caractéristique très importante à sa sortie,. » En 2007, GamesRadar place Soul Reaver au 4e rang sur sa liste des sept meilleurs jeux vidéo d'apocalypse, considérant que le Nosgoth post-apocalyptique est « l'un des déserts les plus fascinants que nous ayons jamais explorés »,.

### Suite
Après la sortie réussie de Soul Reaver, une suite, Soul Reaver 2, est rapidement annoncée par Amy Hennig. L'histoire reprend directement après les événements de Soul Reaver, en suivant Raziel qui voyage à travers le temps pour trouver des réponses à ses questions et son destin, tout en rencontrant divers êtres, dont Kain, l'Ancien et Moebius.
Initialement développé comme une suite pour PlayStation et Dreamcast par la même équipe du studio Crystal Dynamics, le jeu est retravaillé en cours de production pour devenir une exclusivité PlayStation 2 ,. De nouveau édité par Eidos Interactive et sorti le 31 octobre 2001, il connait de bonnes ventes et de bonnes critiques, mais pas à la même échelle que son prédécesseur. Il est salué par la critique pour son intrigue et son gameplay amélioré, mais est critiqué pour l'absence de quêtes secondaires et pour sa facilité par rapport au premier Soul Reaver,.